# Geologia Ameryki Południowej
Geologia Ameryki Południowej

Płyta południowoamerykańska zaznaczona na fioletowo

Niemal cały kontynent wraz ze znaczną częścią południowego Atlantyku znajduje się na płycie południowoamerykańskiej.
Większą część Ameryki Południowej obejmuje platforma południowoamerykańska. Na południu występują płyta patagońska i struktury pampaskie. Całą zachodnią część kontynentu obejmuje pasmo orogeniczne Andów.

## Platforma południowoamerykańska
Platforma południowoamerykańska zbudowana jest ze skał krystalicznych archaicznych i proterozoicznych oraz pokrywy osadowej paleozoicznej, mezozoicznej i kenozoicznej. Najstarsze skały odsłaniają się na obszarze tarcz, oddzielonych nieckami i obniżeniami.
Platforma południowoamerykańska dzieli się na mniejsze jednostki, są to:
- tarcza gujańska
- obniżenie Amazonki
- wyniesienie środkowobrazylijskie
- niecka Parnaiba
- niecka San Francisco
- tarcza wschodniobrazylijska
- niecka Parany

Od Andów odzielają ją:
- zapadlisko Orinoko
- zapadlisko La Platy

## Płyta patagońska
Płyta patagońska zbudowana jest ze skał krystalicznych prekambryjskich, podobnych do platformy południowoamerykańskiej. Występują one w masywach (tarczach) i przykryte są utworami triasu, górnej kredy i trzeciorzędu. W obniżeniach skały krystaliczne oraz paleozoiczne przykryte są osadami kredy i trzeciorzędu o dużej miąższości.
Płyta patagońska dzieli się na mniejsze jednostki:
- niecka Rio Negro
- masyw północnopatagoński
- niecka Chubut
- masyw południowopatagoński
- niecka Santa Cruz

## Struktury pampaskie
Struktury pampaskie składają się z wysoko wyniesionych zrębów oraz oddzielających je rowów tektonicznych. Zręby zbudowane są z prekambryjskich skał krystalicznych przykrytych niesfałdowanymi osadami górnego paleozoiku i triasu. W zapadliskach występują grube pokrywy osadowe miocenu i pliocenu.

## Andy

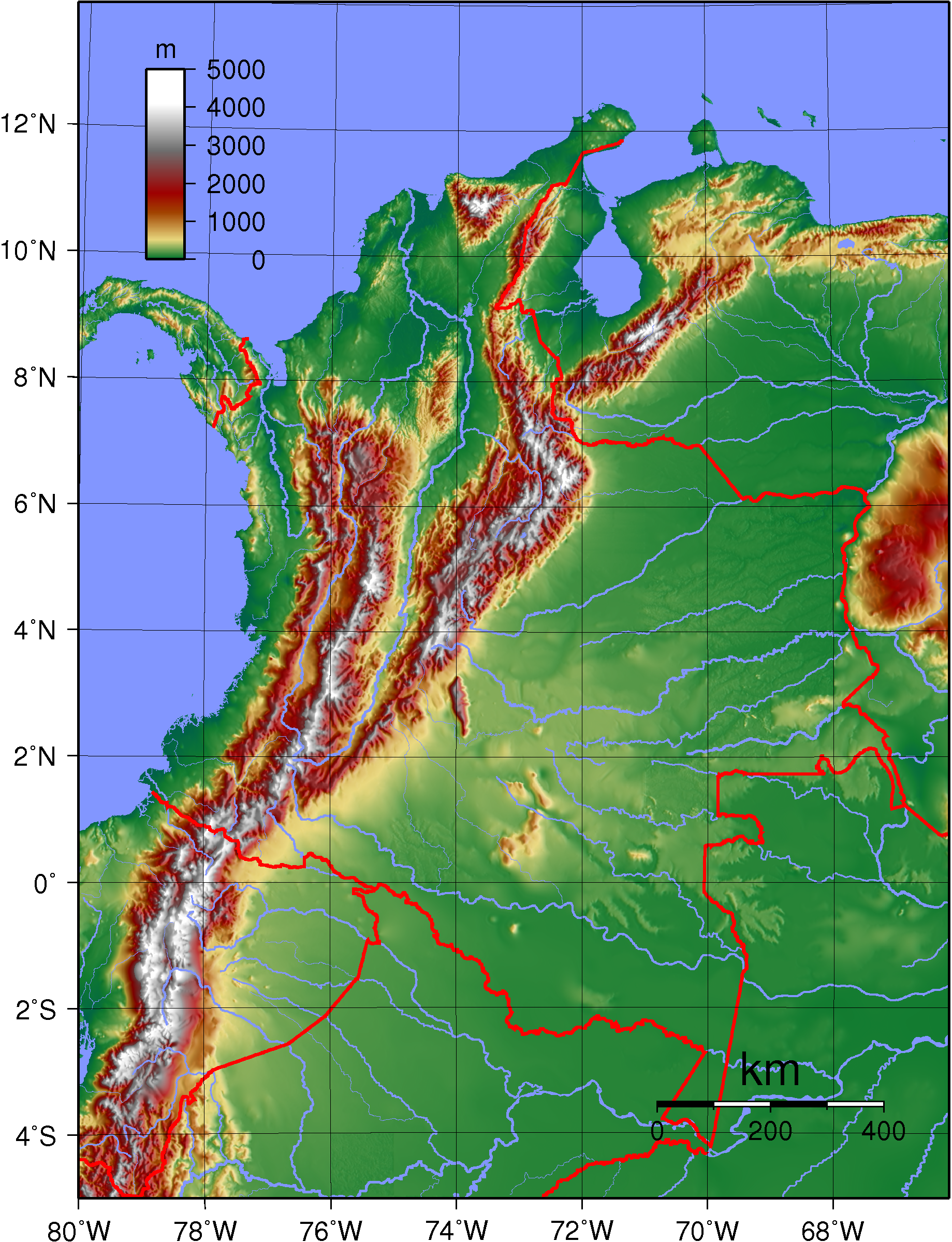
Andy północne

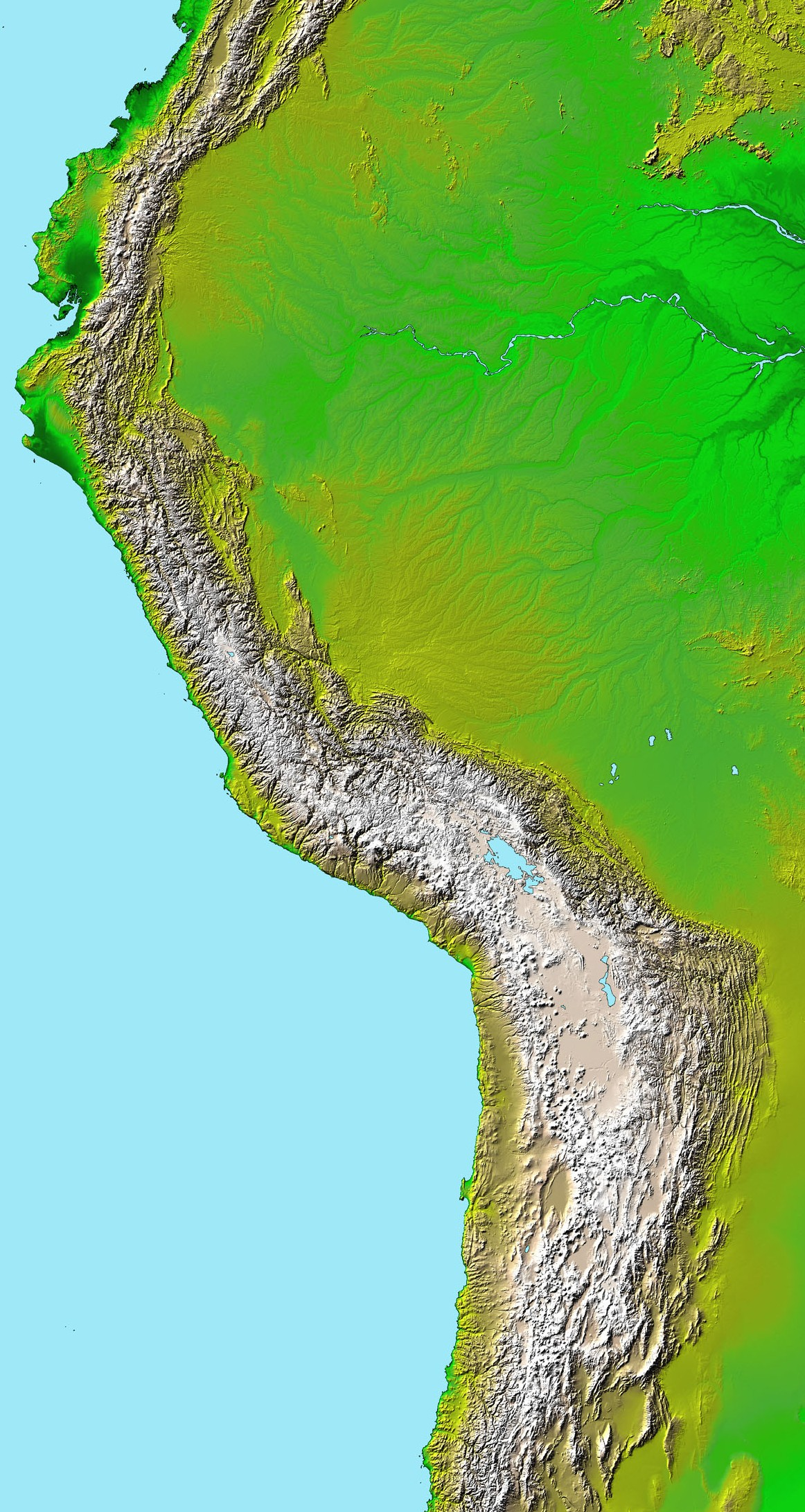
Andy centralne

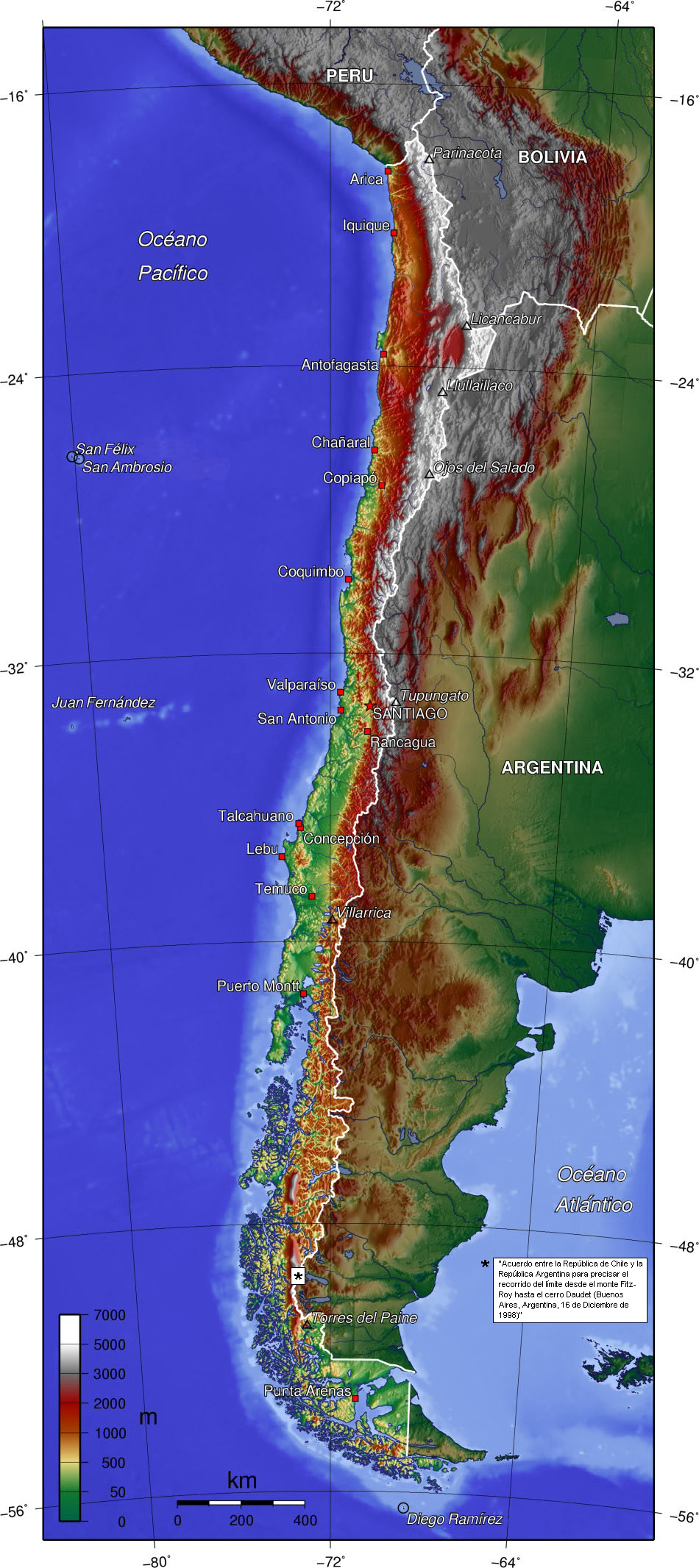
Andy południowe

Andy tworzą jeden z najdłuższych łańcuchów górskich na Ziemi (ok. 8.500 km), wchodząc w skład pacyficznego pierścienia ognia.
Zbudowane są z różnorodnych skał metamorficznych, magmowych i osadowych, z dużym udziałem młodych pokryw lawowych. Utwory te powstały w okresie od prekambru do dziś. Andy mają budowę zrębową.
Zostały wypiętrzone w czasie orogenezy alpejskiej, w ciągu ostatnich 20 milionów lat.